# Baliwat (zakony)
Baliwat (niem. Ballei) – struktura organizacyjna w niektórych zakonach rycerskich, pośrednia między przeoratem a komandorią, zarządzana przez urzędnika zakonnego zwanego baliwem.
W zakonie krzyżackim baliwatami były zespoły dóbr zakonnych, zwykle na ziemiach niemieckich. Na ich czele stał komtur krajowy, lub mistrz prowincji. Baliwaty te dzieliły się z kolei na komandorie, zarządzane przez komturów. Statuty krzyżackie z początku wieku XIII wymieniają siedmiu komturów krajowych, stojących na czele baliwatów: Niemiec, Prus, Inflant, Austrii, Apulii, Romanii (Grecji) i Armenii
W zakonie maltańskim baliwat był jednostką administracyjną: języki (langue) dzieliły się na przeoraty, przeoraty na baliwaty, a baliwaty na komandorie.